# My Hero Academia – Vigilante
My Hero Academia – Vigilante (jap. ヴィジランテ -僕のヒーローアカデミア ILLEGALS- Vijirante: Boku no hīrō akademia irīgarusu) – manga napisana przez Hideyukiego Furuhashiego i zilustrowana przez Bettena Courta, spin-off serii My Hero Academia – Akademia bohaterów. Była publikowana w czasopiśmie „Jump Giga” wydawnictwa Shūeisha od sierpnia 2016, jednak w październiku tego samego roku została przeniesiona do magazynu internetowego „Shōnen Jump+”, gdzie ukazywała się do maja 2022.
Na jej podstawie studio Bones Film wyprodukowało serial anime, który emitowano od kwietnia do czerwca 2025. Premiera drugiego sezonu zaplanowana jest na 2026 rok.

## Fabuła
Akcja My Hero Academia – Vigilante rozgrywa się pięć lat przed wydarzeniami z głównej serii. Historia opowiada o Koichim Haimawarim, młodym mężczyźnie, który wykorzystuje swój dar, aby pomagać innym, mimo że nie ma licencji bohatera. Po tym, jak on i artystka uliczna Kazuho Haneyama zostają zaatakowani przez grupę bandytów, z opresji ratuje ich silny samozwańczy bohater Knuckleduster, który rekrutuje następnie Koichiego i Kazuho, aby sami stali się samozwańczymi bohaterami.

## Manga
Pierwszy rozdział mangi ukazał się 20 sierpnia 2016 w czasopiśmie „Jump Giga”. W październiku tego samego roku seria została przeniesiona do magazynu internetowego „Shōnen Jump+”, w którym była publikowana do 28 maja 2022. Wydawnictwo Shūeisha zebrało jej rozdziały w 15 tankōbonach, wydawanych od 4 kwietnia 2017 do 4 lipca 2022.
W Polsce seria została opublikowana nakładem wydawnictwa Waneko.

## Anime
Adaptacja w formie telewizyjnego serialu anime została ogłoszona 22 grudnia 2024 podczas wydarzenia Jump Festa ’25. Seria została wyprodukowana przez studio Bones Film i wyreżyserowana przez Kenichiego Suzukiego. Scenariusz napisał Yōsuke Kuroda, postacie zaprojektował Takahiko Yoshida, a muzykę skomponowali Yūki Hayashi, Shogo Yamashiro i Yuki Furuhashi. Serial był emitowany od 7 kwietnia do 30 czerwca 2025 w stacjach Tokyo MX, BS NTV i Yomiuri TV. Motywem otwierającym jest „Kekka orai” (jap. けっかおーらい) autorstwa Kocchi no Kento, natomiast końcowym „Speed” (jap. スピード Supīdo) w wykonaniu zespołu yutori.
Pe emisji ostatniego odcinka zapowiedziano powstanie drugiego sezonu. Jego premiera zaplanowana jest na 2026 rok.

## Odbiór
Pierwszy tom mangi sprzedał się w liczbie 18 909 egzemplarzy, według cotygodniowego rankingu mang Oriconu; tom 2 rozszedł się w 21 123 egzemplarzach we wrześniu 2017; tom 3 osiągnął sprzedaż na poziomie 11 468 kopii w lutym 2018; tom 4 sprzedał się w liczbie 15 725 egzemplarzy w kwietniu; tom 5 zanotował sprzedaż 16 251 egzemplarzy we wrześniu; natomiast tom 6 sprzedał się w liczbie 16 118 egzemplarzy w lutym 2019.
Seria My Hero Academia – Vigilante została wybrana jako jedna z najlepszych mang w 2018 roku, a w 2019 roku podczas panelu „Najlepsza i najgorsza manga” na San Diego Comic-Con umieszczono ją w kategorii „Niedocenione, ale świetne mangi”. Barnes & Noble uwzględniło tę pozycję na swojej liście „Nasze ulubione mangi 2018 roku”, zaznaczając, że może być nawet bardziej wciągająca niż oryginał. W recenzji na stronie napisano: „Choć niektóre postacie z oryginalnej serii pojawiają się od czasu do czasu, Vigilante to zupełnie nowa historia osadzona w świecie pierwowzoru, eksplorująca inne możliwości i w pełni satysfakcjonująca jako samodzielna opowieść”.